# Nyomtávváltás (vasút)
A nyomtávváltás rendszerei lehetővé teszik a vasúti járművek számára, hogy két eltérő nyomtávolságú vasúti hálózaton is közlekedjenek.

## Fajtái
- Talgo-RD[1][2] (A Talgótól).
  - A Talgo-rendszer Portbou és Irun településeken használják a spanyol-francia határon 1968 óta.
  - Sztrizs vonat: Moszkva és Berlin közlekedő vonat, ahol használják.[3]
- CAF-BRAVA[1] (A Construcciones y Auxiliar de Ferrocarriles-től)[4][5]
  - The BRAVA system was originally designed in 1968 by the Vevey Company (since absorbed by Bombardier Transportation), a company located in the city of Vevey on Lake Geneva, in Switzerland.  The system was originally called the "Vevey axle".[6][7] The design was subsequently obtained and improved by Construcciones y Auxiliar de Ferrocarriles (CAF).
- DB Cargo–Knorr-Bremse.[8] 2002 óta Európa és Oroszország között.
- DBAG–Rafil Type V[1][9][10][11]
- Japan Railways RTRI[1] (A japán Railway Technical Research Institute fejlesztése) hajtott tengelyeken is használható.[12][13]
- PKP SUW 2000-rendszer,[1] amit a ZNTK Poznań gyártott.[14]
- a Montreux-Oberland Bernois (MOB) vasút, Svájc, Winterthur (1435mm és 1000mm).[15][16]

## Alkalmazása

### Spanyolország

Nyomtávváltó állomások Spanyolországban 2023-ban

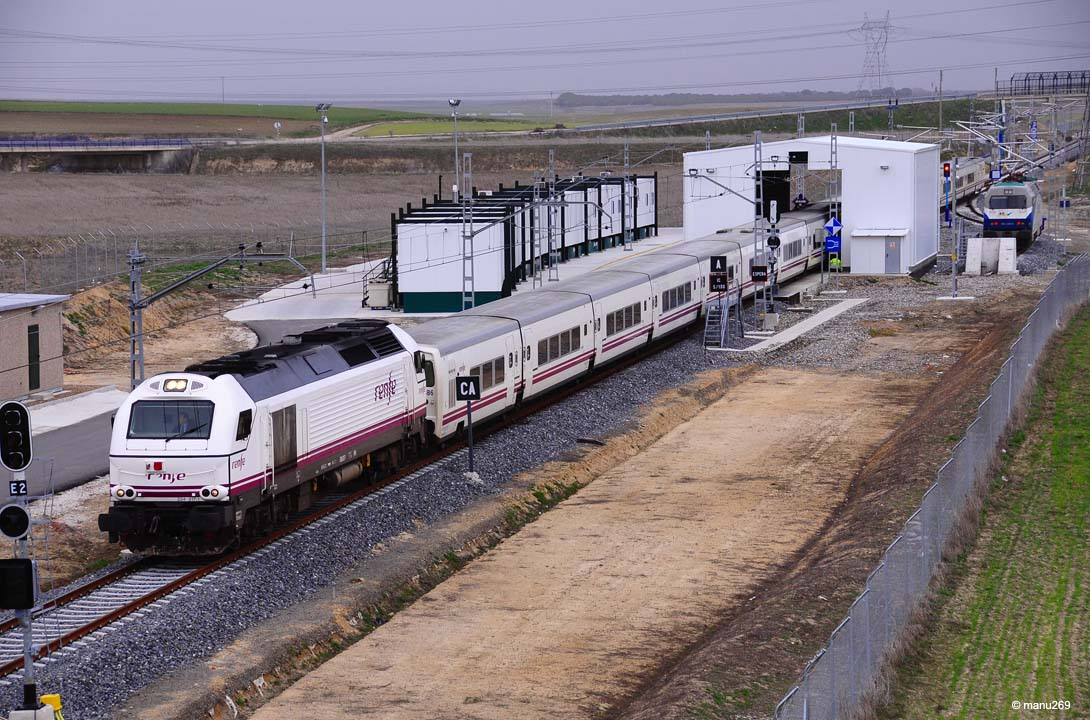
Szerelvény halad át egy nyomtávváltó állomáson

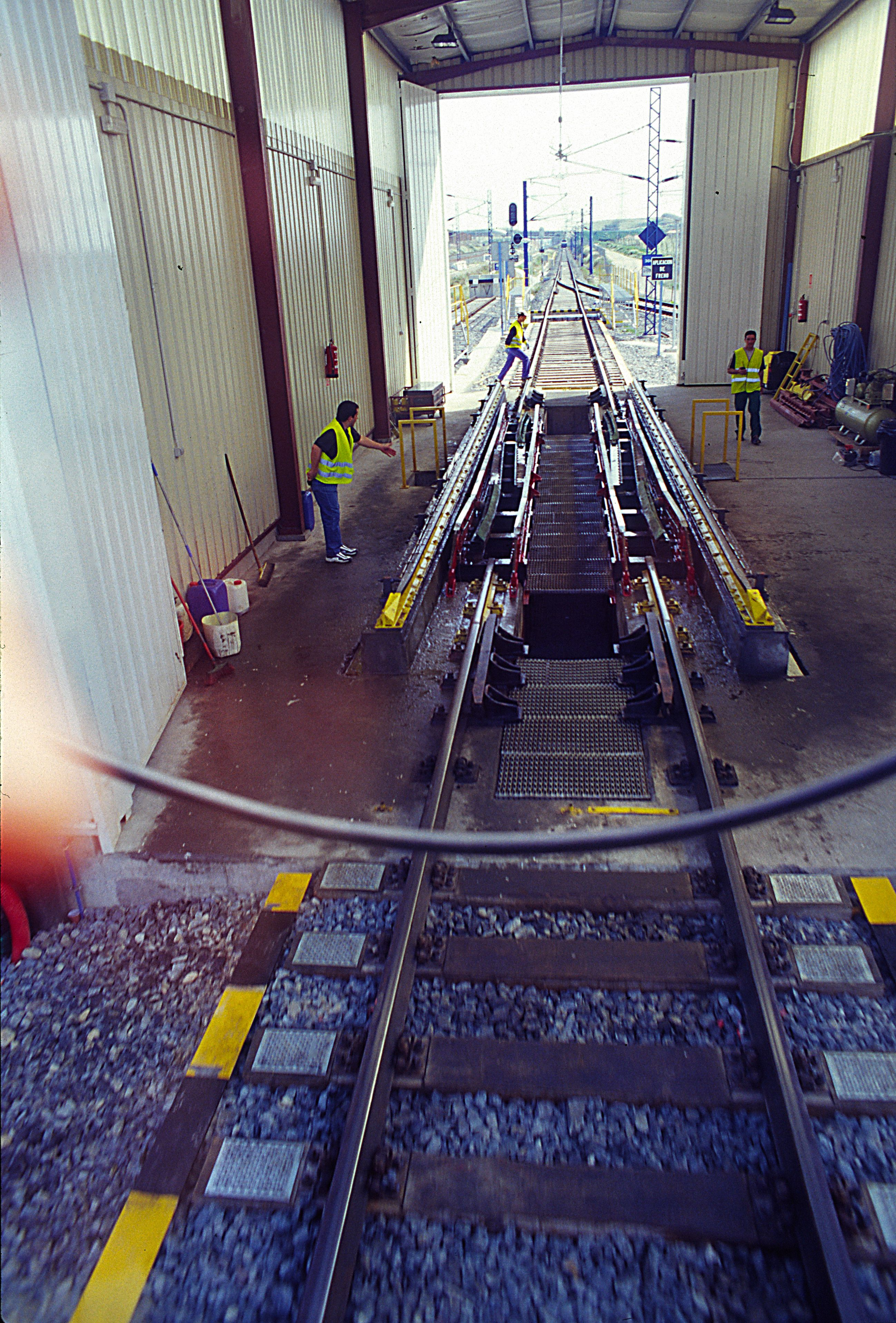
Egy nyomtávváltó állomás belülről

Spanyolországban történelmi okokból az európai normál nyomtávolságtól szélesebb, 1668 mm-es nyomtávolsággal épültek ki a vasútvonalak. Később, amikor az ország elkezdte kiépíteni nagysebességű vasúthálózatát (AVE), a széles helyett a normál nyomtávolságot kezdte alkalmazni. Emiatt az országban a távolsági forgalom két különböző nyomtávolságú vasútvonalakon zajlik. Hogy az utasok átszállás nélkül közlekedhessenek vonattal, a spanyol Talgo kifejlesztette a nyomtávváltásra is képes kocsikat, később motorvonatokat is. A nyomtávváltás lassú haladás mellett, menet közben is lehetséges a nyomtávváltó állomásokon.
Ilyen állomások az ország több pontján is épültek, de találhatunk ilyet a spanyol-francia határállomásokon, Portbouban és Irunban is.

### Magyar-ukrán határ
A magyar-ukrán határon, Záhony térségében az európai normál nyomtávolságú (1435 mm-es) kocsikat vagy átrakodják vagy pedig a kerékpárokat cserélik ki szélesebb (1520 mm) nyomtávolságúra.

### Japán
Történelmi okokból Japán vasúthálózata 1067 mm-es nyomtávolsággal épült ki, ám 1964-től kezdődően a Sinkanszen vonalakat már 1435 mm-rel építették meg. Emiatt a normál vasúthálózat és a nagysebességű vasúthálózat közötti átjárást nyomtávváltó motorvonatokkal lehet csak megoldani.